# Sadok Mokaddem

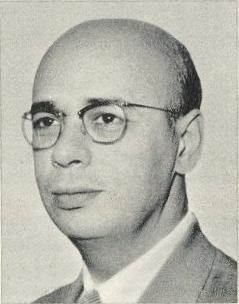
Sadok Mokaddem

Sadok Mokaddem (arabisch الصادق المقدم, DMG aṣ-Ṣādiq al-Muqaddam; * 24. April 1914 in Tunis; † 1993) war ein tunesischer Diplomat und Politiker der Sozialistischen Destur-Partei.

## Leben
Mokaddem war ursprünglich Mitglied der Destur-Partei und wurde am 7. August 1954 Justizminister in der Regierung von Premierminister Tahar ben Ammar. Er bekleidete dieses Ministeramt bis zu einer Kabinettsumbildung am 7. September 1955 und übernahm daraufhin das Amt des Gesundheitsministers, das er bis zum Ende der Amtszeit von Tahar ben Ammar am 11. April 1956 innehatte. Daraufhin fungierte er zunächst als Botschafter in Ägypten, ehe er am 29. Juli 1957 als Außenminister Nachfolger des zum Präsidenten der Tunesischen Republik gewählten Habib Bourguiba in dessen Präsidialregierung wurde. Diese Funktion bekleidete er bis zum 29. August 1962 und wurde von Mongi Slim abgelöst.
Im Anschluss hatte Mokaddem von 1962 bis 1964 den Posten als Botschafter in Frankreich inne. Nach seiner Rückkehr nach Tunesien wurde er 1964 Nachfolger von Jallouli Farès als Präsident der Nationalversammlung und übte dieses Amt 17 Jahre lang bis zu seiner Ablösung durch Mahmoud Messadi 1981 aus.